# Saber (Fate/stay night)
(Saber, Fate/stay night)
Saber (セイバー?, Seibā), il cui vero nome è Artoria Pendragon (アルトリア・ペンドラゴン?, Arutoria Pendoragon, lett. Artoria Pendragon, a volte adattato come Altria), è un personaggio immaginario e uno dei protagonisti della visual novel giapponese Fate/stay night. Nel doppiaggio originale ha la voce di Ayako Kawasumi, mentre nell'adattamento italiano il suo ruolo è stato affidato a Benedetta degli Innocenti.
Nell'universo narrativo del franchise Fate è colei che si cela dietro la figura leggendaria di re Artù (アーサー王?, Āsā-ō) e per questo soprannominata «re dei cavalieri» (騎士王?, kishi-ō). Figura tragica e centrale nelle principali vicende della saga, in poco tempo ha ottenuto una grande popolarità in tutto il mondo diventando un'icona della cultura pop e una delle eroine moderne più apprezzate del XXI secolo.

## Aspetto
Saber ha l'aspetto di una giovane donna nella tarda adolescenza con un fisico snello, pelle morbida, capelli biondi e occhi verdi. La sua faccia mostra alcuni segni di ingenuità ma anche molta eleganza. È più minuta di una ragazza normale, cosa che la porta a credere di non essere attraente, ma Shiro crede invece che sia molto femminile. Di solito indossa un'armatura lucente con un vestito blu vecchio stile. In realtà, Artoria dovrebbe avere intorno ai venticinque anni, ma il suo corpo smise di crescere nel momento in cui estrasse Caliburn, la Spada della Selezione, bloccando il suo invecchiamento e facendola apparire in eterno come una giovane di non più di quindici o sedici anni. Sebbene si sia finta un uomo per la maggior parte della sua vita, Shiro e Rin la descrivono come bellissima all'istante dopo averla vista.
Non è in grado di smaterializzarsi come gli altri Servant perché Shiro non le dà abbastanza forza magica, pertanto ha bisogno di indossare vestiti moderni per potersi muovere liberamente nei luoghi pubblici, tuttavia è in grado di materializzare la sua armatura e i suoi soliti abiti a comando, permettendole così di essere sempre pronta alla battaglia.

## Il personaggio

### Infanzia
Artoria nacque dal Re di Britannia, Uther Pendragon e Ygraine. Il Re credeva nella profezia di Merlino secondo cui suo figlio sarebbe stato un grande Re in grado di portare pace e prosperità al Regno, e aspettò con ansia la nascita del proprio erede, che si rivelò essere, però, una femmina.
La leggenda narra che la bambina doveva essere affidata a Merlino come prezzo per garantire l’amore di Ygraine per Uther, ma la verità è che il Re non poté accettare una bambina come erede, anche se un giorno quella bambina sarebbe divenuta Re; fu così data allo stesso Merlin, che a sua volta la affidò alle cure di Sir Ector, un cavaliere semplice e saggio, che la prese come figlia adottiva e sua erede. Sebbene Ector non credesse nella profezia, sentiva di dover allevare la ragazza come un cavaliere, e il suo desiderio era che crescesse come tale. Anche senza la spinta del padre adottivo, Artoria si allenava giorno dopo giorno per diventare sempre più abile e forte, e giurò di portare la sua spada perché "solo un re può salvare un paese in rovina diretto verso la morte", ma senza che nessuno le avesse parlato del suo lignaggio e della sua vera identità. Durante questo periodo, fu anche lo scudiero di Sir Kay, con cui crebbe e che lei considerava suo fratello.
Una volta arrivato il giorno profetizzato da Merlin, cavalieri e signori di tutto il Paese si riunirono per la selezione del nuovo Re. Ciascuno si aspettava che la selezione avvenisse tramite la giostra, ma l'unica cosa che trovarono ad attenderli sul luogo della selezione era una spada infilata in una roccia con un'iscrizione dorata sull'elsa che diceva “Chiunque estrarrà questa spada dalla roccia sarà il giusto re nato dall'Inghilterra". Molti furono i cavalieri che tentarono di estrarre la spada dalla roccia, ma ognuno di essi fallì miseramente. Stanchi di attendere oltre, i Lord e i cavalieri decisero di risolvere la questione con la giostra, mentre Artoria, ancora uno scudiero e quindi non qualificata per partecipare, si avvicinò alla roccia e allungò la mano verso la spada ivi incastonata senza esitazione.
Prima di afferrarla, però, Merlin fece la sua comparsa, consigliando alla giovane di riflettere molto attentamente su ciò che aveva intenzione di fare. Le disse che se avesse afferrato la spada non sarebbe più stata un normale essere umano, ma l'unica risposta della ragazza fu un deciso cenno col capo, poiché ben sapeva che "diventare un Re significa non essere più un semplice umano". Sapeva che un re è qualcuno che uccide tutti per proteggere tutti. Artoria estrasse la spada come se fosse la cosa più facile e naturale del mondo e l'area circostante venne inondata da una luce dorata. In quell'istante, divenne il Re promesso da Merlin anni prima, il cui genere sarebbe stato di secondaria importanza fino a quando avesse continuato a comportarsi come un Re. Con questo ebbe inizio il tempo del Re che sarebbe divenuto una leggenda.

### Regno
Artoria guidò la Britannia da Camelot, e ai suoi comandi vi erano molti cavalieri, tra cui spiccavano i nobili Cavalieri della Tavola Rotonda. Anche se alcuni ritenevano l'eterna giovinezza del Re un infausto presagio, la maggior parte ne elogiava l'immortalità come un segno divino. Le sue battaglie da allora in poi furono gli atti di un Dio della guerra. La sconfitta per colei che era ammirata come un drago in forma umana non esisteva.
Nonostante Artoria avesse sempre agito come ci si aspettava dal figlio maschio di Re Uther, alcune persone iniziarono a nutrire dei sospetti sull'identità del Re, a causa della gentilezza dei suoi lineamenti e della sua corporatura esile, tuttavia gli unici che avrebbero mai saputo la verità sulla sua identità erano il suo padre adottivo, Merlino e Sir Kay, mentre per tutti gli altri, le sue peculiari caratteristiche erano il segno indiscutibile della protezione delle fate, cosa che di fatto era vera. Per mitigare i sospetti e le voci sul suo conto, trascorse la maggior parte della sua vita nella sua armatura d'acciaio lucente, cosa che le fece guadagnare il rispetto e l'eterna lealtà dei suoi cavalieri.
Artoria divenne il Re perfetto, il salvatore tanto desiderato dalla sua gente, l'unica in grado di respingere gli invasori barbari e sconfiggerli. Poiché ai tempi le battaglie erano all'ordine del giorno, i cavalieri necessitavano di un comandante forte e capace, qualcuno in grado di guidarli alla vittoria senza paura o esitazione e il leggendario Re Artù sembrava essere l'unico in grado di compiere tale impresa; tuttavia, a pagare il prezzo di ciò fu la stessa Artoria, costretta a reprimere le proprie emozioni in nome del proprio dovere, che col tempo iniziò a diventare sempre più distaccata e sempre meno sensibile ai sentimenti altrui. La sua giustizia era ferma ed equa, ma anche fredda, cosa che spinse Sir Tristan ad abbandonare Camelot e il suo posto tra i Cavalieri della Tavola Rotonda, affermando che "Re Artù non capisce le emozioni umane".
Benché nessuno disse nulla in proposito, in molti cominciarono a sentirsi così, e tanto più perfetta Artoria diventava come Re, tanto più i suoi cavalieri nutrivano dubbi sulle sue capacità come leader della Nazione. Poiché erano in molti a pensare che un umano senza emozioni non potesse governare gli altri, un numero sempre crescente di cavalieri lasciò Camelot. Artoria si limitò ad accettare ciò come parte naturale del processo di governo. Avendo abbandonato le sue emozioni sin dall'inizio, non cambiò modo di agire e pensare, anche se fosse stata abbandonata, temuta o tradita.
Nonostante tutto, il Re e le sue armate uscirono vincitori indiscussi dalla battaglia di Badon Hill, e i barbari con cui si erano scontrati, a causa delle sue schiaccianti vittorie, si arresero, dando alla Britannia alcuni anni di tanto agognata pace.

### Mordred
Per mantenere le apparenze, Artoria si trovò costretta a sposare Guinevere. L'altra ragazza era tuttavia tremendamente infelice di ciò, perché a causa della necessità di Artoria di nascondere il proprio genere, lei non poteva stare con l'uomo che amava e da cui era amata, ovvero Lancelot, uno degli amici più intimi della stessa Artoria; i due cominciarono una relazione segreta, e, anche se entrambi erano divorati dal senso di colpa, visto che entrambi erano affezionati al Re, trovarono conforto l'una nelle braccia dell'altro.
Nonostante avesse sposato Guinevere, c'era comunque un problema: Artoria non era in grado di concepire un erede con sua moglie, così Merlin usò la magia per renderla in grado di ingravidare la Regina per un tempo non definito. Durante questo periodo, però, Morgan le Fay, sorella maggiore di Artoria che in segreto tramava contro di lei, usò un incantesimo per privarla del suo seme mentre dormiva, sviluppandolo poi nel suo utero e dando alla luce l'homunculus e clone perfetto di Artoria, Mordred. Nata senza le conoscenze di Artoria e cresciuta rapidamente a causa del processo di invecchiamento accelerato dovuto alla sua natura di homunculus, riuscì ad unirsi alla Tavola Rotonda tramite le sue capacità come cavaliere e la raccomandazione di Morgan. Costretta a nascondere il suo aspetto, ma senza conoscerne il motivo, Mordred crebbe adorando il Re, che per lei era un modello da imitare. Quando finalmente Morgan le rivelò la verità sulla sua nascita e sulla sua identità, la ragazza era entusiasta e ripudiò la strega sua madre una volta per tutte, cercando invece, l'approvazione di Artoria.
Il suo entusiasmo ebbe, tuttavia, vita breve, poiché dopo aver rivelato al Re di essere sua figlia nella speranza di essere riconosciuta, Artoria la rifiutò e rifiutò anche di riconoscerla ufficialmente come sua erede. Disperata, Mordred pensò, erroneamente, che il Re la odiasse e che l'avesse rifiutata a causa dell'astio che nutriva per Morgan, e che non importava quanto avesse potuto impegnarsi per diventare migliore degli altri, perché Artoria l'avrebbe sempre vista come un'esistenza contaminata dalla magia di una strega malvagia. L'amore che aveva per il re fino a quel momento era così grande, che il suo rifiuto alimentò il suo odio come il carbone fa con il fuoco. Mordred fuggì quindi da Camelot dopo aver rubato Clarent, la spada che sarebbe andata ad un eventuale erede del Re, e cominciò ad organizzare la rivolta che avrebbe portato alla fine il Regno di Re Artù.
Nel frattempo, la relazione di Lancelot e Guinevere venne pubblicamente denunciata da Sir Agravain, Attendente del Re, ma anche figlio di Morgan e fratellastro di Mordred, che, ritenendo Artoria non più in grado di governare, aveva deciso di detronizzarla. Artoria, però, non vide l'amore tra i due come un tradimento, bensì comprese l'enorme sacrificio che Guinevere aveva dovuto compiere per aiutarla a mantenere la sua facciata; tuttavia, con il cuore pesante fu costretta ad applicare la legge e a condannare la Regina a morte. Lancelot, dilaniato dal dolore per la perdita della sua amata e spezzato nello spirito per quello che lui sentiva essere un tradimento verso il suo Re, uccise i due fratelli di Agravain prima di scappare da Camelot, evento che portò ad un'insanabile frattura all'interno della Tavola Rotonda.
Mentre il Re respingeva un assalto lungo i confini della sua terra, Morgan riuscì, grazie alle sue macchinazioni, a rubare Avalon, il fodero di Excalibur; tornata dalla campagna appena conclusasi, Artoria scoprì con orrore che il suo paese era nel bel mezzo di una guerra civile scatenata da Mordred. Nonostante i suoi valorosi sforzi per placare il dissenso che ormai albergava nel cuore dei suoi sudditi, la tragedia si compì ugualmente durante la Battaglia di Camlann, dove i cavalieri rimasti a lei leali si scontrarono con l'esercito del Cavaliere Traditore, Mordred. Alla fine, le due si affrontarono in un duello che vide Artoria uccidere l'humunculus con la sua lancia, Rhongomyniad. Quello che Artoria non poteva immaginare, era che il corpo di Mordred era stato stregato da Morgan, cosa che permise al cadavere del Cavaliere Traditore di sferrare un colpo mortale contro il Re. Sir Bedivere, disperato per le condizioni del suo sovrano, trasportò il corpo morente di Artoria nella foresta, dove quest'ultima gli ordinò di rigettare Excalibur alla Dama del Lago e lasciarla morire; in assenza di Bedivere, Artoria rifletté sui suoi fallimenti personali, rimpiangendo la sua vita da re. Prima del suo ultimo respiro, implorò il mondo di darle un'altra possibilità per salvare la sua terra e impedirne la rovina. Il mondo accettò, e in cambio della possibilità di essere evocata come Spirito Eroico, ad Artoria venne data l'opportunità di cercare di ottenere il Graal.

### Il destino da Servant errante
A causa del patto stretto con il mondo poco prima della sua morte, Saber divenne un caso unico tra tutti i Servant: infatti, al contrario degli altri eroi della storia, il suo spirito non è mai entrato nel Trono degli Eroi (英霊の座?, eirei no za) ovvero il luogo ancestrale dove risiedono le anime originali degli Spiriti Eroici. Nel suo caso l'accordo consiste nell'essere costantemente evocata come Servant in una delle infinite Guerre del Santo Graal in tutti gli universi e realtà possibili, col solo obbiettivo di ottenere il Santo Graal per rimediare a quello che lei considera il suo errore più grande: aver estratto Caliburn della roccia ed essere diventata Re.
Inoltre al contrario degli altri Servant, che sono solo copie degli eroi originali, Saber è la vera Artoria, ed è sempre la stessa, pertanto mantiene il ricordo di tutte le guerre combattute e delle persone incontrate. Ad ogni morte subita in una delle Guerre del Graal, è costretta a tornare sulla collina su cui si tenne la Battaglia di Camlann e attendere sofferente e in fin di vita di essere nuovamente evocata per combattere, rimanendo quindi bloccata in un ciclo continuo di non vita. Solo quando Saber avrà vinto il Graal, il tempo potrà tornare a scorrere e le sarà concesso di morire e riposare per l'eternità nella leggendaria Avalon.
Non ci è dato sapere quante Guerre del Graal siano passate prima della quinta di Fuyuki, ma grazie a diverse frasi pronunciate dalla stessa Saber durante la visual novel, possiamo intuire che abbia avuto diversi contatti diretti con importanti figure del Nasuverse come Manaka Sajyou e, primo tra tutti, Kischur Zelretch Schweinorg, uno dei soli cinque maghi in grado di utilizzare la Vera Magia, nonché l'unico capace di utilizzare la Seconda Vera Magia, ovvero Kaleidoscope, in grado di attivare il fenomeno di rifrazione multi-dimensionale (多重次元屈折現象?, tajū jigen kussetsu genshō).

### Quarta guerra del Santo Graal
Dopo un numero imprecisato di Guerre del Graal, Saber viene evocata dall'assassino di maghi Kiritsugu Emiya, uno dei partecipanti alla quarta Guerra del Santo Graal di Fuyuki del 1994 utilizzando Avalon, il fodero di Excalibur, ritrovato dalla famiglia Einzbern, per conto di cui Kiritsugu partecipa al conflitto. Quando Saber si palesa davanti al proprio Master e alla moglie di lui, Irisviel von Einzbern, lo sgomento è totale e, venuto a conoscenza della verità dietro re Artù e alla storia della ragazza auto costretta a mentire e a celare la propria identità, Kiritsugu prova per lei solo una gran tristezza e rabbia, cosa che lo porta a non rivolgerle la parola, se non in casi specifici.
La quarta Guerra si rivelerà successivamente una delle più sanguinose mai viste e la stessa Saber si ritroverà a dover affrontare innumerevoli situazioni pericolose o dai risvolti drammatici, come l'essere scambiata per Jeanne d'Arc da Caster o l'essere accusata di disonore da Lancer, oltre a vivere momenti di forte instabilità emotiva a causa di discussioni riguardo alla figura del Re come sovrano che guida il popolo, alla quale partecipano i Servant Rider, ovvero Iskandar, il "Re dei Conquistatori" e Archer, ovverosia Gilgamesh.
L'ultima notte della Guerra il Graal è completo e si rivela una reliquia corrotta e maledetta, cosa che porta un disilluso Kiritsugu a costringere Saber a distruggerlo sotto ordine dei restanti Incantesimi di Comando. Disperata, la ragazza non può sottrarsi e osserva impotente per l'ennesima volta l'ambito premio sfuggirle dalle mani, mentre a causa della distruzione del Graal tutte le maledizioni si riversano nella città, provocando il grande incendio di Fuyuki, un cataclisma dal quale uscirà vivo solo un giovane Shirō Emiya, che viene salvato grazie all'intervento di Kiritsugu che, per salvarlo, inserisce Avalon nel suo corpo, facendolo guarire dalle ferite e dalle ustioni.
L'ultima scena di Fate/Zero mostra Saber per l'ennesima volta morente sul colle della Battaglia di Camlann, venendo subito rievocata nella successiva Guerra del Santo Graal, dieci anni dopo.

### Quinta guerra del Santo Graal

#### Fate Route

Copertina del sedicesimo volume dell'edizione italiana del manga, raffigurante Saber mentre impugna Excalibur

Saber viene evocata involontariamente da Shiro Emiya durante il terzo giorno della Quinta Guerra, che così facendo riesce a salvarsi dall'attacco di Lancer. Tutto ciò è avvenuto grazie ad un collegamento di cui persino il ragazzo è all'oscuro: il fodero di Excalibur, messo nel suo corpo dal padre adottivo per salvarlo dall'incendio causato nella precedente guerra per il Santo Graal. Appena evocata attacca Lancer e lo sconfigge, successivamente ferisce gravemente Archer e quando stava per uccidere Rin viene fermata dall'intervento di Shiro. Durante il primo scontro con Berserker, Saber, viene ferita gravemente e Shiro la protegge restando ferito a sua volta. Rin così decide di stringere un'alleanza con Saber e Shiro e di insegnare al ragazzo quello che deve sapere sulla guerra visto che da soli per loro due era impossibile sopravvivere con Archer ancora convalescente e Saber, che essendo stata evocata da un mago troppo inesperto e con scarsa Energia Magica, è molto più debole di quanto dovrebbe. Saber, senza il permesso di Shiro decide di recarsi al tempio Ryūdō dove si batte con il Servant Assassin. Successivamente durante un sopralluogo viene attaccata da Rider e la affronta in uno strenuo combattimento su un grattacielo di Shinto. Quando Rider sfodera il suo asso nella manica Pegaso, Saber, è costretta a fare ricorso al suo Noble Phantasm, Excalibur con cui elimina Rider in un solo colpo.
Tuttavia, le battaglie affrontate dalla ragazza e l'utilizzo del suo Noble Phantasm iniziano ad indebolirla, tanto che anche il mantenere la sua forma si rivela essere difficoltoso, tuttavia non ne fa parola con Shiro, non volendolo far preoccupare eccessivamente, anche se dopo un po' inizia comunque ad affezionarsi a lui e quando viene rapito da Ilya accorre in suo aiuto assieme a Rin e Archer. Il trio riesce a liberare il ragazzo, ma è costretto alla fuga a causa di Berserker; alla fine, Archer si sacrificherà per farli fuggire, ma Saber è in condizioni precarie a causa dell'eccessivo consumo del già poco mana che Shiro le riusciva a fornire e rischia scomparire, portando Rin a suggerire ai due di avere un rapporto sessuale per poter ricaricare le energie di Artoria. Dopo aver recuperato le forze, e con la propria energia al massimo, riesce a tenere testa a Berserker, ma non ad ucciderlo, solo il Trace-On di Shiro che replica l'Excalibur creando una copia perfetta di Caliburn riesce ad annientarlo. Durante i giorni successivi Saber e Shiro diventano sempre più intimi ed avranno un secondo rapporto la notte prima della battaglia finale. Durante il loro combattimento con Gilgamesh riescono a malapena a sopravvivere e fuggendo ricevono l'aiuto inaspettato di Lancer. Shiro decide di restituire Avalon a Saber, permettendole di rigenerare le sue ferite ed eliminare così Gilgamesh mentre Shiro si occupa di Kirei Kotomine. Rimasti senza avversari Saber, ancora dubbiosa sul fatto che sia realmente necessario distruggere il Graal, viene convinta da Shiro, che le spiega che deve accettare la sua vita per come è stata, senza rimpiangerla e desiderare di cambiarla; confortata da quelle parole si fa ordinare dal proprio Master di distruggerlo. Prima di scomparire per sempre finalmente ha la forza di dichiarare il proprio amore per Shiro.
Ritornata al proprio tempo, giace ferita mortalmente dopo lo scontro con Mordred e racconta a Sir Bedivere quale meraviglioso sogno abbia avuto. Quando Bedivere stava per andare a cercare aiuto lei lo ferma dicendogli di gettare Excalibur nel lago a Vivian. Artoria si addormenta lentamente, ma non prova più alcun rimorso grazie alla felicità che ha provato con Shiro. Sir Bedivere fa ritorno dalla sua missione al lago e quando vede Artoria chiudere gli occhi pronuncia le parole finali della Route: "Do you behold... King Arthur... the continuation to your dream?" ("Puoi scorgere... re Artù... la continuazione del tuo sogno?").
Nella versione Réalta Nua, quando si completano tutti i finali, si accede ad un finale extra in cui Shiro si sveglia su un prato e viene accolto da Saber che lo conduce a campi celesti di Avalon per passare l'eternità l'uno con l'altra.

## Noble Phantasm

### Invisible Air
Invisible Air (風王結界?, fū-ō kekkai, lett. "Lo spazio separato del re della tempesta") una guaina di vento che copre Excalibur e la nasconde in modo che non possa essere facilmente riconosciuta. È uno spazio separato formato da più strati di vento compressi ad altissima pressione, con una quantità enorme di energia magica che rende Excalibur invisibile.

### Excalibur
Excalibur (約束された勝利の剣?, Yakusokusareta shōri no ken, lett. "La Spada della Vittoria Promessa") la Spada Sacra maestosa, che simboleggia re Artù. Come quello che può essere chiamata l'attualizzazione fisica dei suoi ideali e il simbolo del suo eroismo, Excalibur è un Divine Construct, la Spada Sacra definitiva, più potente di qualsiasi altra e la cui potenza è eguagliata solo dalla Lancia Sacra Rhongomyniad, sempre in suo possesso. Excalibur è un Last Phantasm, forgiato dal pianeta come la cristallizzazione dei desideri dell'umanità immagazzinata e temperata all'interno del pianeta stesso. Fu sorvegliata dalle estensioni del pianeta, le fate, e venne data ad Artoria dalla Dama del Lago, per poi tornare a lei dopo la sua morte. Excalibur sostituì Caliburn che era stata distrutta e la sua guaina, Avalon, fornì l'immortalità al suo possessore. Si dice che la spada sia in grado di scatenare tutta la sua forza distruttiva solo quando affronta un avversario che è una minaccia per il mondo intero. Merlin considerava Avalon più importante di Excalibur, grazie alle sue proprietà di guarigione, e rimproverava spesso Artoria poiché ella riteneva la spada l'arma più efficace.

### Avalon
Avalon (全て遠き理想郷?, Subete tōki risōkyō, lett. "La lontana terra ideale") il fodero sacro di Excalibur, l'incarnazione dell'utopia ricercata da re Artù, originariamente rubata poco prima della battaglia di Camlann a causa delle macchinazioni di Morgan Le Fay. È uno splendido fodero in oro e decorato con smalto blu che sembra più un tesoro per mostrare dignità e nobiltà, come una corona o uno scettro, piuttosto che un'arma. Nessuno sa da che tipo di mistero divino sia stato creato, ma si sa che le sue creatrici furono le fate, che lo costruirono insieme ad Excalibur, come dimostra un'iscrizione scritta in lettere fatate incisa al centro del fodero stesso. Dona l'immortalità attraverso la rigenerazione costante al suo portatore, oltre a prevenire il deterioramento fisico causato dall'invecchiamento. Le ferite minori vengono ripristinate facilmente e anche grandi parti mancanti del corpo, come arti mancanti e organi vitali distrutti, possono essere ripristinati rapidamente nel momento critico prima della morte. Anche Avalon ha tuttavia i suoi limiti, come dimostrato dallo scontro tra Saber e Gilgamesh, dove il contraccolpo subito a causa dello scontro di Excalibur e Ea, procura ad Artoria delle ferite che anche Avalon stesso impiega diversi minuti a ripristinare.

### Abilità di classe
- Resistenza magica A: Saber è immune ad ogni incantesimo di grado inferiore ad A. Nella pratica vuol dire che nessun mago può ferirla ed è in grado di resistere anche a potenti incantesimi come gli Incantesimi di Comando.
- Cavalcare B: Saber può guidare con grande abilità molti veicoli, ma non è in grado di cavalcare bestie demoniache o sacre.

## Rapporti con i personaggi
- Shiro Emiya: Shiro è stato il Master di Saber durante la Quinta Guerra del Santo Graal. Inizialmente un po' dubbiosa nei suoi confronti a causa delle sue scarse capacità e del suo cognome, tanto da non rivelargli il suo vero nome, col passare del tempo si affeziona a molto a lui fino ad innamorarsene. La loro relazione va al di là del semplice rapporto tra Master e Servant, grazie ad una promessa che si sono fatti l'un l'altra, ma anche a causa dei sentimenti che lei nutre per il ragazzo, come dimostrato da Artoria stessa in Unlimited Blade Works, dove, nonostante dopo essere stata salvata da Caster abbia stipulato un contratto con Rin, dice a Shiro che sarà comunque e sempre lui il suo Master. Nel finale della Fate Route, Artoria, una volta distrutto il Graal, confesserà il suo amore a Shiro prima di scomparire, tornando poi nel proprio tempo dove le sarà finalmente concesso di morire e trascorrere l'eternità nella leggendaria Avalon, nella quale sarà raggiunta da Shiro anni dopo al momento della sua morte. Nel Good Ending di Unlimited Blade Works, Saber intraprenderà una relazione poliamorosa con Shiro e Rin. Durante il finale di Heaven's Feel, Artoria, ormai corrotta da Angra Mainyu, e diventata Saber Alter, viene sconfitta dagli sforzi combinati di Shiro e Rider; a quel punto, la ragazza chiederà al suo ex Master di mettere fine alla sua vita prima che le sue ferite inizino a rigenerarsi, mostrando come, anche se ormai corrotta, una parte della sé stessa originale esisteva ancora ed era ancora affezionata a Shiro, chiedendogli appunto di ucciderla per mettere fine alle sue sofferenze. A seconda delle scelte del giocatore, il finale varierà: se si sceglie di uccidere Saber Alter, lei scomparirà dopo aver ringraziato Shiro e si avrà il Good Ending della Route; se invece si sceglie di risparmiarla, Artoria Alter insulterà Shiro accusandolo di codardia, prima di venire riassorbita dall'Ombra di Dark Sakura ed essere evocata da quest'ultima per sconfiggere Rin, obbligando il giocatore a vedere quindi il Bad Ending della Route.
- Rin Tohsaka: il rapporto tra Saber e Rin cambia a seconda della Route giocata: durante la Fate Route, Rin è una fonte di gelosia per lei, poiché anche lei è interessata a Shiro, e la Master di Archer non perderà occasione per stuzzicarla o provocarla per farla ingelosire ancor di più; durante Unlimited Blade Works, il rapporto tra le due è più cordiale, anche se all'inizio Saber sarà comunque guardinga nei suoi confronti per la maggior parte della prima stagione. Per salvare Shiro dall'attacco di Archer, subito dopo essere stata salvata dalle grinfie di Caster, è costretta a stipulare un contratto con Rin per avere abbastanza forza ed Energia Magica per combattere, rendendo la castana la sua Master de facto. Il rapporto tra le due a questo punto migliora, poiché entrambe sono innamorate di Shiro e desiderano vederlo felice e alla fine Artoria capisce, e accetta, il fatto che Shiro sia attratto più da Rin che da lei. Nel True Ending della Route, anche se a malincuore, perché desiderava rimanere accanto a Shiro durante la sua vita, è costretta a scomparire dopo aver distrutto il Graal con Excalibur, ma è sollevata dal fatto che il ragazzo non sarà solo e avrà Rin al suo fianco negli anni a venire. Nel Good Ending, dopo che Saber ha distrutto il Graal, Rin corre da lei e la rende un suo famiglio prima che scompaia, iniziando una relazione poliamorosa tra loro e Shiro. Nella Heaven's Feel Route, hanno poche interazioni, ma nel Bad Ending, Saber Alter viene richiamata da Dark Sakura, visto che Shiro si è rifiutato di ucciderla, e sconfigge rapidamente Rin a causa dell'enorme differenza di potenza tra le due, per poi venire nuovamente assorbita dalla stessa Sakura.
- Sakura Matou: Artoria e Sakura non hanno praticamente alcun tipo di interazione durante la Fate Route e Unlimited Blade Works. Nella Heaven's Feel Route, Artoria cade in una trappola tesale da True Assassin e viene presa dall'Ombra; al suo interno, la ragazza cede alla disperazione e si lascia corrompere dall'Ombra stessa, diventando Saber Alter, la versione più oscura, violenta e tirannica dell'originale, nonché Servant di Dark Sakura. Al comando della ragazza, Artoria Alter sconfigge Berserker e lo lascia assorbire dall'Ombra stessa, per poi confrontarsi con Shiro e Rider; sconfitta dai due, a seconda del finale, verrà uccisa da Shiro, oppure verrà salvata in extremis da Sakura, rigenerata e poi scatenata contro Rin, prima di essere nuovamente dall'Ombra.
- Archer: Saber e Archer sono inizialmente nemici, essendo i Servant di due Master diversi. Nella Fate Route, Artoria per poco non ucciderà l'arciere al loro primo incontro, tuttavia i due inizieranno a collaborare a seguito dell'alleanza stretta da Shiro e Rin. Archer aiuterà poi le due ragazze a soccorrere Shiro dalla prigionia di Ilya e si sacrificherà per permettere al trio di fuggire. Durante Unlimited Blade Works, collaboreranno a causa dell'alleanza tra i loro Master, ma i tentativi di Archer di uccidere Shiro e il suo comportamento ambiguo nei suoi confronti, gli varranno la sfiducia di Saber. Quando Rin e Archer vanno alla chiesa di Fuyuki per salvare Artoria, catturata e torturata da Caster, lo stesso Archer tradirà la sua Master, passando temporaneamente dalla parte del nemico, per poi tradire anche la sua nuova Master e il suo Master e uccidere entrambi; Saber combatterà brevemente contro l'arciere prima che quest'ultimo fugga, rendendo i due, di fatto, nemici. Nella Heaven's Feel Route, non hanno praticamente interazioni.
- Merlin: non abbiamo visto molte interazioni tra Saber e Merlin in nessuna opera del franchise fino ad ora (ad eccezione dei flashback nei quali la ragazza sta per estrarre la Spada della Selezione e Merlin le appare, consigliandole di riflettere sulla sua scelta), tuttavia sappiamo che Artoria è molto affezionata al Mago dei Fiori, che durante la sua infanzia ha assunto il ruolo di un padre adottivo nei suoi confronti, crescendola e insegnandole molte cose, tra cui la stessa arte della spada; Merlin, però, durante gli anni ha anche messo in difficoltà la ragazza, rendendo più difficili alcune delle sue avventure sia per un suo bizzarro senso dell'umorismo, che per permetterle di diventare più forte, sia di mente che di corpo. Anche se a tratti il comportamento di Merlin la esasperava, Artoria ha sempre superato ogni sfida davanti a sé, consapevole che ognuna di esse era necessaria per diventare un Re migliore. Benché il Mago dei Fiori abbia più volte affermato di non essere affezionato agli umani come singoli individui, quanto più all'umanità come insieme, lui stesso non può negare di essere molto legato ad Artoria, forse complice il fatto di averla cresciuta fin da quando era bambina, ma c'è anche una seconda ragione per ciò: ai tempi in cui Saber era ancora in vita e governava la Britannia, Merlin, dotato del dono della chiaroveggenza, riuscì a predire il tragico destino che la attendeva, tuttavia non poté avvertirla, perché, durante uno dei suoi viaggi, rimase accidentalmente intrappolato all'interno della Torre di Vetro, all'interno del reame di Avalon, a causa della magia di Vivian, la Dama del Lago, senza possibilità di uscirne; il mago fu perciò costretto a rimanere un semplice spettatore della caduta di Camelot e della morte di Artoria, facendolo sentire responsabile per l'ingloriosa fine della ragazza e facendogli provare un gran senso di colpa.
- Kiritsugu Emiya: Kiritsugu è stato il Master di Saber durante la Quarta Guerra del Graal, tuttavia i due, benché concordi sul loro obiettivo, liberare il mondo dalla guerra e dalla violenza, sono completamente agli opposti per quanto riguarda l'esecuzione di ciò, e i metodi subdoli e poco ortodossi dell'Assassino di Maghi porteranno Saber a disprezzare il suo Master. Questo disprezzo si trasformerà in odio quando Kiritsugu, resosi conto della vera natura del Graal, obbligherà Artoria a distruggere il Graal con i suoi incantesimi di Comando.
- Irisviel Von Einzbern: Iri agisce come Master di facciata di Artoria durante la Quarta Guerra del Graal, occupandosi di supportarla con la sua magia. Saber si comporta nei confronti della donna come la sua guardia del corpo e come sua amica e capita spesso che le chieda di Kiritsugu, per capirne meglio le motivazioni. Cercherà di salvarla quando viene rapita, scontrandosi nel frattempo con Iskandar, tuttavia fallisce nel suo intento a causa di Kirei Kotomine e del Master di Berserker, che riescono a trarla in inganno.

## Disputa sul nome
Nel corso degli anni ci sono state varie discussioni tra i fan per quanto riguarda il vero nome di Saber, se sia Artoria, Arturia o Altria, questo perché in giapponese il suo nome viene scritto, appunto, Altria.
La disputa sul suo nome è probabilmente dovuta anche al modo in cui Artoria viene pronunciato nelle lingue di origine anglosassone, dove il suono della "o" è molto stretto e assomiglia alla "u", portando il nome a venir scritto "Arturia".
Il vero nome di Saber è, però, senza ombra di dubbio Artoria, perché la pronuncia giapponese di Altria è "Arutoria", che diventa Artoria perché la "u" è muta; inoltre, Artoria è la versione femminile di Artorius, il nome latino con cui è probabile che Re Artù fosse conosciuto dai romani, divenuto in seguito Arthur per i suoi seguaci britanni, affondando quindi le sue radici nella lingua latina.
Il nome, in katakana  (アルトリア?, Arutoria) è mantenuto così negli adattamenti della serie Fate/Extella della Marvelous. Mentre è tradotto come Altria nel videogioco mobile Fate/Grand Order.

## Accoglienza
Durante il Type-Moon Fes. 10th Anniversary Event, Saber si è candidata al primo posto nella classifica dei migliori personaggi di Type-Moon, diventando così la mascotte ufficiale del franchise Fate.

### Critica
L'autore Gen Urobuchi commentando il personaggio affermò di considerare il rapporto amoroso fra Saber e Shirō non come una relazione realistica tra un uomo e una donna, ma più una complicata relazione con un uomo che scopre di essere donna. Successivamente riformulò la dichiarazione fatta in precedenza spiegando come il loro non fosse un rapporto basato sul normale istinto, ma più un amore basato sul reciproco sostentamento morale e fisico, facendo riferimento all'eros greco antico.
Il giornalista di Anime News Network Carl Kimlinger lodò particolarmente il personaggio di Saber, affermando come la sua sola presenza valesse l'intera trama di Fate/stay night e di come i risultati ottenuti dal personaggio la stiano cementificando come una delle migliori eroine di tutti i tempi. Inoltre il giornalista di IGN Jeff Harris contemplò la tensione amorosa che pervade il rapporto tra Saber e Shirō, considerandolo come uno dei motori trainanti della trama.